# Asociația Unirea Educatoarelor Române
Asociația Unirea Educatoarelor Române, înființată la Iași, în anul 1908 este condusă de Emilia Humpel în calitate de președintă și de comitetul de conducere format din Aneta Șocar, Tereza Stratilescu și Maria C. Buțureanu. Obiectivul inițial era acela de a susține educarea fetelor în direcții practice prin dezvoltarea industriilor casnice, fiind o încercare de a restaura prestigiul ocupației de gospodină. Se precizează foarte clar că asociația nu dorește îndepărtarea fetelor din cercetare ci mai degrabă încearcă să schimbe deciziile fetelor care ar alege o direcție de studiu doar de modă. Un lucru foarte diferit pe care îl aduce această organizație este ideea cercetării și documentării asupra situației concrete din învățământul fetelor și în funcție de observațiile rezultate, se vor lua măsuri clare și la obiect, atacând problema de la rădăcină.

## Finanțare
Mijloacele de stimulare pentru educația gospodărească vor fi strânse prin ajutoare, prime, subvenții, înființare de cursuri. Fondul va fi formt din cotizațiile anuale în funcție de calitatea deținută (Învățători 1 lei pe an, Institutori 2 lei pe an și profesori 4 lei.), donații, venituri create prin conferințe cu plată, petreceri, abonamentele publicației.

## Organizare
Sediul central este la Iași. Membră poate fi orice persoană de cetățenie română cu o bună reputație morală, interesată de binele femeilor și care plătește cotizația anuală. Organizația acceptă și bărbați ca membri “însă orice bărbat bine intenționat, care se unește la condițiile de mai sus și vrea să dea sprijinul și concursul său societății”. Membrilor li se sugerează să facă propagandă asociației și să aducă membrii noi.
Societatea este organizată dintr-un comitet general central, o președintă de onoare, o președintă activă, o secretară generală și o casieră generală. Ședințele vor fi lunare. Statutele Societății Unirea Educatoarelor Române au fost aprobate la 7 ianuarie 1910, presedintă de onoare fiind Emilia Humpel, președinta activă Aneta Șocar, secretară Tereza Stratilescu și casieră Maria C. Buțureanu.

## Revista organizației
Revista organizației era “Unirea Femeilor Române”, cu funcționare între anii 1809-1916. Găsim numeroase articole și studii de sociologie care argumentau același lucru: numai prin înfăptuirea reformelor democratice puteau fi dobândite drepturile principale ale femeilor. Spre exemplu vom analiza un fragment dintr-un articol al Mariei C. Buțureanu, în calitate de reprezentantă a organizației “Femeia. Studiu social”, apărut la Iași în anul 1913. Subliniind importanța femeii în viața socială, aduce în discuție punctual sensibil al acestei chestiuni, care nu ar trebui sub nici o formă ignorată “e ceva fatal, deoarece bărbatul din leagăn și până la mormânt nu se poate sustrage ei”. Pe scurt, analizează rolul femeii în societate, încercând să arate că tocmai prin condiții mai bune (recunoașterea drepturilor de bază, accesul în mod egal la educație) oferite acesteia prin calitatea sa de formator ar putea să ajute la o dezvoltare mult mai riguroasă a societății. Va educa ea copii societății, retribuind tot ce a primit. Observăm discursul vremii, prin care femeia este văzută un fel de mamă a poporului. De ce să nu încercăm să “perfecționăm rasa”?